# نوربيرتو أوتشوا
نوربيرتو أوتشوا (بالإنجليزية: Norberto Ochoa)‏ هو لاعب كرة قدم أمريكي في مركز الهجوم، ولد في 21 ديسمبر 1990 في ريفرسايد في الولايات المتحدة. لعب مع تشارلوت إندبنتنس.